# 카라스주

카라스 주의 위치

카라스주(영어: Karas)는 나미비아 최남단에 위치한 주로, 주도는 케이트만스호프이며 면적은 161,487km2, 인구는 69,985명이다. 서쪽으로는 대서양, 북쪽으로는 하르다프 주, 동쪽과 남쪽으로는 남아프리카 공화국 노던케이프 주와 접하며 6개 선거구로 나뉜다.